# كأس ديفيز 1988
كأس ديفيز 1988  هو الموسم 77 من  كأس ديفيز. أقيم خلال الفترة 5 فبراير 1988 وحتى 18 ديسمبر 1988، وفاز فيه منتخب ألمانيا لكأس ديفيز.